# Джо Валачі
Джозеф Майкл Валачі (22 вересня 1904 року – 3 квітня 1971 року)  американський гангстер з родини Дженовезе, який відомий як перший член італо-американської мафії, який у 1963 році публічно визнав її існування. Йому приписують популяризацію терміна cosa nostra . 
Валачі був засуджений за торгівлю наркотиками у 1959 році і засуджений до 15 років позбавлення волі. У 1962 році, коли він і бос сім'ї Дженовезе Віто Дженовезе разом перебували у в'язниці, він убив ув'язненого, якого він вважав набивником, надісланого Дженовезе, і був засуджений до довічного ув'язнення. Згодом Валачі став урядовим свідком, а наступного року дав свідчення перед комітетом Сенату США в рамках процесц, відомого як слухання у Валачі . Він розкрив раніше невідому інформацію про італо-американську мафію, включаючи її структуру, операції, ритуали та членство. Його свідчення були першим серйозним порушенням omertà, кодексу мовчання мафії, і першим конкретним доказом існування італо-американської мафії для федеральних органів влади та широкої громадськості. Валачі помер у в'язниці 3 квітня 1971 року.

## Ранні роки
Валачі народився 22 вересня 1904 року  в районі Східний Гарлем в Нью-Йорку, Сполучені Штати, у збіднілій сім'ї італійських іммігрантів з Кампанії . Його батько був жорстоким алкоголіком, і Валачі пізніше звинуватив важке дитинство у схильності до організованої злочинності . 

## Кар'єра

### Мінутери
Злочинна кар'єра Валачі почалася з невеликої банди, відомої як Minutemen, яку так називали для здійснення крадіжок зі зломом і втечі протягом хвилини. Валачі був водієм банди, і його здатність швидко втекти зробила йому репутацію висхідної зірки в злочинному світі Нью-Йорка.  У 1921 році Валачі був заарештований за звинуваченням у великій крадіжці, а в 1923 році він був заарештований після невдалого пограбування. Він визнав себе винним у спробі крадіжки зі зломом і був засуджений до 18 місяців ув'язнення в Сінг Сінг, але був звільнений після того, як він відсидів лише дев'ять місяців.  Валачі повернувся і виявив, що його замінили новим водієм Мінітемени, і тому він сформував нову банду крадіжок. 

### Італо-американська мафія
У 1930 році Валачі був введений в американську мафію як створений чоловік .  Незабаром він став солдатом у родині Рейна, тепер відомій як родина Луккезе, на чолі з Гаетано Рейною . Валачі приєднався під час розпалу Кастелламарської війни, жорстокої боротьби за владу в італійській організованій злочинності між угрупованнями Джо Массерія та Сальваторе Маранцано за контроль над операціями в Сполучених Штатах. Рейна був убитий після того, як він перейшов від Массерії до Маранцано. Валачі воював у складі родини Рейна на боці Маранцано, який зрештою вийшов переможцем після вбивства Массерії 15 квітня 1931 року. Маранцано проголосив себе capo di tutti capi («бос усіх босів») в італо-американській мафії, а Валачі став одним із його охоронців. Ця позиція була недовгою, оскільки сам Маранцано був убитий через п’ять місяців після закінчення Кастелламарської війни коаліцією його підлеглих на чолі з Чарльзом «Лакі» Лучано . Потім Валачі став солдатом в сім'ї, яку очолював Лучано, зрештою відомий як родина Дженовезе, в команді, яку очолював Ентоні «Тоні Бендер» Стролло . У липні 1932 року Валачі одружився з Кармелою Рейні, старшою дочкою Гаетано Рейни.
У 1953 році бос Віто Дженовезе нібито замовив вбивство мафіозі Стівена Франса.  Дженовезе доручив Франсе наглядати за своєю дружиною Анною, поки той переховувався в Італії.  Обурений потенційними любовними зв’язками Анни та її позовом проти нього, Дженовезе наказав Валачі підготувати вбивство Франсе.  18 червня 1953 року Валачі заманив Франсе до свого ресторану в Бронксі, де Франсе був задушений Паскуале Пагано і Фіоре Сіано (племінником Валачі). 

## Федеральне свідчення
У 1959 році Валачі був визнаний винним у порушенні наркотичних засобів і засуджений до 15 років позбавлення волі.  Мотивація Валачі стати інформатором була предметом дебатів: Валачі стверджував, що дає свідчення як державний службовець і викриває потужну злочинну організацію, яку він звинувачував у знищенні його життя, але також можливо, що він сподівався на державний захист. як частина угоди про визнання винуватості, за якою він був засуджений до довічного ув'язнення замість смертної кари за вбивство, яке він вчинив у 1962 році, перебуваючи у в'язниці за порушення правил вживання наркотиків. 
Валачі і Дженовезе відбували покарання за торгівлю героїном .  Перебуваючи у в’язниці, Валачі вбив людину, яку, як він боявся, Дженовезе наказав убити його. 22 червня 1962 року, використовуючи трубу, залишену біля будівельних робіт, Валачі забив до смерті ув'язненого, якого він прийняв за Джозефа ДіПалермо, члена мафії, з яким, на його думку, був укладений контракт на його вбивство.  Після спілкування з працівниками ФБР Валачі виступив з історією про те, як Дженовезе поцілував його в щоку, що він сприйняв як « поцілунок смерті ».    Дженовезе призначив винагороду в розмірі 100 000 доларів за смерть Валачі. 
Коли Валачі вирішив співпрацювати з Міністерством юстиції США, прокурор Вільям Г. Хандлі став його захисником і пізніше заявив: «Ми одягли йому темні окуляри та перуки і відвезли його до ромського ресторану. Він був пекельним хлопцем. . . . Мої дні з Валачі переконали мене, що Коза Ностра була найбільш переоціненою річчю з часів Комуністичної партії »  .
У жовтні 1963 року Валачі дав свідчення перед Постійним підкомітетом сенатора від штату Арканзас Джона Л. Макклеллана з розслідувань комітету Сенату США з урядових операцій, відомим як слухання у Валачі, заявивши, що італо-американська мафія насправді існувала, коли вперше її член мав публічно визнав його існування.   Свідчення Валачі були першим серйозним порушенням омерта, порушивши його кровну клятву . Він був першим членом італо-американської мафії, який публічно визнав її існування, і йому приписують популяризацію терміну cosa nostra . 
Хоча розкриття Валачі ніколи не призводило безпосередньо до судового переслідування будь-яких лідерів мафії, він надав багато деталей історії мафії, операцій та ритуалів; допоміг у розкритті кількох нерозкритих вбивств; і назвав багатьох членів та найбільших злочинних сімей. Суд викрив американську організовану злочинність світові через телевізійні свідчення Валачі. 
Після того, як Міністерство юстиції спершу заохотило, а потім заблокувало публікацію мемуарів Валачі, біографію, під впливом мемуарів, а також інтерв’ю з Валачі, написав журналіст Пітер Маас і опублікував у 1968 році як The Valachi Papers , що стало основою. для пізнішого однойменного фільму з Чарльзом Бронсоном у головній ролі.

## Смерть
3 квітня 1971 року Валачі помер від серцевого нападу, коли відбував покарання у Федеральній виправній установі Ла Туна в Ентоні, штат Техас .  Його поховали через чотири дні на кладовищі «Ворота небес» у Льюїстоні, штат Нью-Йорк . 

## У масовій культурі
- Документи Валачі, книга Пітера Мааса 1968 року
- The Valachi Papers, фільм 1972 року за мотивами книги; Валачі зображує Чарльз Бронсон
- Френсіс Форд Коппола у своєму режисерському коментарі до фільму «Хрещений батько, частина II » (1974) згадав, що сцени, що зображують допит Майкла Корлеоне та Френка Пентанджелі в сенатському комітеті, засновані на федеральних слуханнях Валачі і що Пентанджелі схожий на фігуру Валачі. [23]
- В епізоді Сімпсонів « Клоун Хомі » є сцена, де Гомер, будучи викрадений натовпом за схожість із клоуном Красті, намагається пояснити, що насправді він не Красті з фальшивим іменем. Гомер ненавмисно натрапляє на ім’я Джо Валачі, якого мафіозі миттєво впізнають як «Того самого Джо Валачі, який верещав у сенат про організовану злочинність».
- Хрещений батько Гарлема, якого зобразив Річард Петрочеллі

## Зовнішні посилання
- Схопи ніч: Джозеф Валачі
- Джозеф Валачі [Архівовано 25 жовтня 2012 у Wayback Machine.] на « Знайди могилу».
- Вмирання світла: історія Джозефа Валачі Томаса Л. Джонса.
- Мікеле Ваккаро, Джо Валачі, il "primo pentito", в Storia in Rete, лютий 2014, anno X, n. 100